# Infernal (fumetto)
Infernal è un fumetto fantasy ideato dal produttore e regista di effetti speciali Diego Vida e prodotto dalla Fanvision pubblicato da Planeta DeAgostini. 
Ispirato dal videogioco Castlevania, il fumetto Devilman e l'anime I Cavalieri dello zodiaco narra le gesta degli angeli caduti divenuti ormai demoni nello scontro epocale per la supremazia del Paradiso.

## Trama
Alcune divinità del Giudaismo l'antica religione cui ha avuto inizio il creato, si contendono il dominio dell'universo, e tentano di conquistare il Paradiso per la supremazia divina. A difesa del Giardino dell'Eden si ergono le guardie sante, angeli con delle armature sacre comandate dall'Arcangelo Gabriele, e supportate da Adamo figlio devoto di Dio e marito di Lilith la sua prima moglie fuggita sulla terra e caduta nelle mani di Lucifero il primogenito di Dio capo degli angeli caduti divenuti l'armata dei diavoli ribelli, supportati da un esercito di demoni che indossano armature dannate forgiate nelle tenebre dell'oscurità.